# Hecalus thailandensis
Hecalus thailandensis är en insektsart som beskrevs av Morrison 1973. Hecalus thailandensis ingår i släktet Hecalus och familjen dvärgstritar. Inga underarter finns listade i Catalogue of Life.